# Ginstfältmal
Ginstfältmal, Scythris crypta är en fjärilsart som beskrevs av Hans-Joachim Hannemann 1961. Ginstfältmal ingår i släktet Scythris, och familjen fältmalar, Scythrididae. Enligt den svenska rödlistan är arten starkt hotad, EN, i Sverige. Arten förekommer  sällsynt i Halland.
Utbredningsområdet sträcker sig från Sverige söderut till Italien och Bosnien-Hercegovina men beståndet är uppdelat i flera från varandra skilda populationer.